# Vlaole
Vlaole (cyr. Влаоле) – wieś w Serbii, w okręgu borskim, w gminie Majdanpek. W 2022 roku liczyła 444 mieszkańców.